# Bisila Bokoko
Bisila Bokoko   (València, 26 de juny de 1974) es una empresària i oradora valenciana. La seva família procedeix de Guinea Equatorial, la seva besàvia paterna va anar a Valencia a estudiar magisteri i els seus pares van arribar de joves a Espanya. Consultora experta en comerç exterior, es va llicenciar en Dret i Economia. L'any 2000 va entrar a l’Institut Valencià de l’Exportació de Nova York. Del 2005 al 2012 va ser la responsable de la Cambra de Comerç Espanya-Estats Units. El 2012 va crear la seva empresa (BBES) d’assessorament i un projecte social per la infantesa: el Bisila Bokoko African Literacy Project. El 2014 va ser nomenada "ambaixadora global" del Liceu Barcelona Opera US Foundation, entitat amb seu a Nova York que recapta fons de la filantropia americana. El 2019 era assessora de la ONU per a les emprenedores.